# Parafia Niepokalanego Poczęcia Najświętszej Maryi Panny i św. Jakuba Apostoła w Dąbrówce Wielkopolskiej
Parafia Niepokalanego Poczęcia Najświętszej Maryi Panny i św. Jakuba Apostoła w Dąbrówce Wielkopolskiej – rzymskokatolicka parafia w Dąbrówce Wielkopolskiej, położona w dekanacie Babimost, diecezji zielonogórsko-gorzowskiej, metropolii szczecińsko-kamieńskiej w Polsce, erygowana w 1459 roku.

## Historia
Kolatorem kościoła pw. św. Jakuba Apostoła w Dąbrówce Wlkp. był właściciel ziemski Stanisław Zbąski w roku 1459.
 
Ks. Leon Binder więzień obozu koncentracyjnego w  Dachau powrócił po zakończeniu II wojny światowej do swojej parafii i pracował w niej, aż do śmierci w roku 1952.

## Terytorium parafii
- Dąbrówka Wielkopolska
- Boleń – (3 km),
- Depot – (2 km),
- Samsonki – (5 km)